# Димитър Георгиев – Аржанец
Димитър (Митре) Георгиев Аржанец или Ържанец е български революционер, деец на Вътрешната македоно-одринска революционна организация.

## Биография
Димитър Аржанец е роден през 1876 година в манастира „Свети Спас“ в охридското село Лескоец, тогава в Османската империя. Преселва се със семейството си в Лешани. През септември 1902 година заедно с брат си Паунко Георгиев се включва в четата на Никола Русински в района на Долна Дебърца, а след оттеглянето му са четници при поп Христо Търпев. Участват в срежението от 13 януари 1903 година край Конско, при което загиват войводата и двамата четници Нове Веляновски от Злести и Григор Воденичара от Велгощи. Останалите четници водят ново сражение край Избища, загиват Нове Велянов от Велмей и Георги Касапчето от Ресен, а след това се присъединяват към четата на Никола Митрев. Двамата участват в десетина сражения по време на Илинденско-Преображенското въстание. След въстанието Димитър Аржанец се предава на австро-унгарския консул Аугуст Крал и се премества да живее в Охрид. Жени се и има две деца: момче и момиче. Доживява освобождението на Вардарска Македония през 1941 година.
На 19 февруари 1943 година, като жител на Охрид, подава молба за българска народна пенсия, която е одобрена, и пенсията е отпусната от Министерския съвет на Царство България.